# Oh, Sleeper
Oh, Sleeper é uma banda de metalcore cristã de Ft. Worth, Texas. Seu nome é uma referência ao livro de Efésios 5:14 que diz: "Desperta, ó dorminhoco, e ressuscita dentre os mortos, e Cristo te iluminará."

## História
Oh, Sleeper foi formada em abril de 2006, depois do ex-membro, Ryan Conley, reunir-se com Evelynn, Shane Blay e o Lucas Starr. Eventualmente, eles encontraram um vocalista em Micah Kinard e começaram a praticar. Como os 4 membros, começaram treinos através de todos os problemas normais de uma start-up banda (não há lugar para a prática, não há dinheiro e os membros tem horários livres diferentes), o maior obstáculo era encontrar um último membro. Ouveram inúmeras audições feitas para encontrar o ultimo membro, até que apareceu o guitarrista da banda Terminal, James Erwin. Após a adição de James à programação, a banda lançou um EP, durante esse tempo intitulado The Armored March, através da gravadora 1x1 music.

### When I Am God
A banda assinou com a Solid State Records, no Verão de 2007. Seu álbum de estréia,When I Am God, foi lançado em 23 de outubro de 2007. Em 28 de dezembro de 2007, Oh, Sleeper realizou um show no Centro de Plano (em Plano, Texas), juntamente com a banda terminal. Este foi o show de reencontro de James Erwin com terminal, com todos os membros originais, que teve lugar após a sua dissolução em 2005. 

### Turnês
Oh, Sleeper apoiou Demon Hunter no seu tour "Stronger Than Hell" ao lado de Living Sacrifice, Advent, e The Famine. Oh, Sleeper deu apoio também a turnê "The Anti-Mother" da banda Norma Jean, que foi a última turnê com o baterista Ryan Conley.

### A Partida de Ryan Conley
Ryan Conley deixou Oh, Sleeper depois que ele anunciou que ia entrar para a Marinha. Após fazerem a última canção com Ryan Conley, Ryan fez um discurso sobre o quanto ele ama Deus e os membros de sua banda. No final de seu discurso, ele homenagiou Lynn Cole. Há um vídeo presente no YouTube.

### Son of the Morning
Oh, Sleeper anunciou no início de 2009 que lançaria um novo álbum intitulado Son of the Morning. O álbum foi lançado em 25 de agosto de 2009. Duas canções foram tocadas ao vivo fora do novo álbum e estão postados no YouTube. Os dois títulos de músicas são: The New Breed e Commissioned by Kings. Em uma entrevista com Micah, ele afirmou que com este álbum, eles queriam combinar favoritos da multidão como Vices Like Vipers e Charlatan's Host do álbum "When I am God" para fazer este novo álbum permanecer fiel ao estilo da banda, para agradar fãs que gostão de seu estilo. As mensagens são muito mais impactantes ("When I Am God" tinha mais metáforas em suas mensagens). Em 9 de junho a banda lançou o tracklisting final para o álbum no seu MySpace. O álbum é um álbum conceitual baseado na batalha final entre o diabo e Deus. Oh, Sleeper adicionou uma nova canção para sua página do MySpace. A canção é chamada "Son of the Morning". Micah também foi entrevistado  para falar sobre o novo álbum que iria sair 25 de agosto. Ele fez várias declarações de que a capa do Álbum significa o que representa determinadas canções. A capa do Son Of The Morning é um "Broken Pentagram" (Pentagrama Quebrado) de acordo com Micah. A mensagem passada pelo álbum é "Eu vou cortar os seus chifres!" na canção "The Finisher" a canção "Grand Finale" do álbum. As canções "The Finisher" e "Son Of The Morning"  foram cantadas ao vivo em 2009 na Tomfest em Camas, Washinton, no mesmo dia do aniversário de Shane. Oh, Sleeper lançou seu álbum novo em Waco Texas no Art Ambush. 
O álbum estreou na Billboard 200 na posição # 120 e também ficou na # 46 Álbum de rock, em # 7 Álbuns Cristãos e # 12 em Hard Rock Albums.

### Children of Fire
Na Solid State podcast, foi anunciado que a banda iria lançar um novo álbum em 2011. Este novo álbum será chamado "Children of Fire", como anunciou no palco pela banda no show de aniversário de Micah em Dallas, Texas na sexta-feira, 15 de abril, 2011. Em 02 de agosto, Oh, Sleeper lançou "Endseekers", seu primeiro single do álbum. A canção "Hush Yael" foi postada em sua página do Facebook no dia 23 de agosto de 2011. Children of fire está programado para ser lançado 27 de setembro, 2011.

## Membros

### Atuais
- Micah Kinard (2006 - presente) - vocal (Keeping Lions)
- Shane Blay (2006 - presente) - guitarra solo / back - vocal (Die Trying, Between the Buried and Me, Evelynn)
- James Erwin (2006 - presente) - guitarra base (Noose, Letter Twelve, Terminal)
- Zac Mayfield - bateria (2010 – presente)
- Nate Grady - guitarra base (2011–presente)

### Ex-membros
- Ryan Conley - bateria (2006–2008)
- Matt Davis - bateria (2009–2010)
- Lucas Starr - guitarra base (2006–2011) falecido em 2018[2]

## Discografia
- When I Am God (2007) (Solid State Records)
- Son of the Morning (2009) (Solid State Records)
- Children of Fire (2011) (Solid State Records)

### EPs
- The Armored March (EP) (2006) (1x1 music)

## Videografia

### Clipes
- "Vices Like Vipers"
- "Son of Morning"
- "The Finisher"
- "Endseekers"